# Get Real
Get Real es una película británica dirigida por Simon Shore, estrenada en agosto de 1998. Se basa en la obra teatral What's Wrong with Angry? escrita por el guionista Patrick Wilde. La película se centra en la vida de Steven Carter, un adolescente gay que sale del armario. Fue protagonizada por Ben Silverstone, Brad Gorton y Charlotte Brittain; fue filmada en Basingstoke, Inglaterra. 

## Argumento
Steven Carter (Ben Silverstone) es un estudiante británico de dieciséis años de edad con una gran pasión por la fotografía y el periodismo, formando parte del periódico y el anuario escolar. Carter ha aceptado el hecho de ser gay, descubriendo su orientación sexual a los once años. Su única confidente es su vecina y mejor amiga, Linda (Charlotte Brittain), una joven con sobrepeso y baja autoestima que le han hecho más sensible a los problemas ajenos. Linda suele criticarle a Steven el hábito de ir a los baños públicos del parque para conocer a otros hombres. Steven idealiza esas visitas, asegurando haber encontrado el amor de su vida en un joven escritor llamado Glen Armstrong (David Eliot), con quien tuvo relaciones en áreas aisladas del bosque. Sin embargo, poco después descubre que Glen está casado y tiene hijos.
Steven no es feliz en su hogar; su madre (Jacquetta May) parece ser silenciosamente comprensiva con su hijo, mientras que su padre (David Lumsden), un hombre obsesionado con la serie Doctor Who, tiende a ser autoritario y a quitarle privacidad. Ninguno de los dos sabe sobre la orientación sexual de su hijo. En la escuela y, debido a su timidez, Steven es constantemente hostigado por los estudiantes más atléticos y que él considera unos "imbéciles", sobre todo el molesto Kevin Grainger (Tim Harris). Grainger es buen amigo del líder del grupo e ídolo deportista de la escuela, John Dixon (Brad Gorton). John es atractivo y el objeto de deseos de muchas chicas del establecimiento. Steven le revela a Linda que se siente atraído por John, pero que es prácticamente imposible que suceda algo entre ellos. Un día, Steven regresa a los baños públicos y recibe una proposición de un misterioso hombre que se encontraba en el baño contiguo, quien le pasa una nota a través de un pequeño agujero en la pared. Steven acepta la propuesta y ambos quedan en encontrarse fuera del lugar. Esperando en un banco, Steven descubre que el misterioso hombre no es otro más que John Dixon. John intenta disimular el episodio, pero se sorprende cuando Steven le reconoce ser homosexual. Entre ambos jóvenes pronto surge una relación, pero por orden de John esta debe ser secreta, puesto que le avergüenza aceptar su sexualidad y el qué dirán sus amigos si los descubren. 
A medida que el tiempo transcurre surgen varios encuentros amorosos entre ellos, uno de ellos en el bosque, donde se asustan pensando que alguien los había descubierto. Steven gana el concurso de la escuela y su artículo será publicado en una revista; además, escribe otro y lo publica en secreto y de forma anónima en la página de la institución, donde menciona que es gay y que tiene que aparentar ante los demás lo que no es. Dicho artículo es titulado "Get Real". Steven también pasa un fin de semana en casa de John, donde Kevin los descubre en la piscina y se sorprende por este hecho. Poco a poco, John comienza a hacer público que tiene una relación de amistad con Steven, a pesar de preocuparle lo que pensarán los demás. Más adelante, ambos pelean debido a que Steven descubre que John estaba saliendo con una chica de la escuela. Sin embargo, John le convence de que sólo lo ama a él y que salía con ella para que nadie sospechará. En la escuela, John sigue tratando de ocultar su relación fingiendo que golpea a Steven delante de sus amigos para despistarlos. 
Finalmente, Steven recibe su premio por el artículo. En el escenario, comenta que el artículo por el que verdaderamente merecía un premio era por el anónimo "Get Real", y que estaba seguro de que muchos padres allí presentes tenían hijos homosexuales, pero fingían que no lo eran por el miedo a afrontar la situación. También revela que es gay y que lo aceptaba, puesto que lo verdaderamente valioso era que lo quisieran por como es. Steven procede a hablar con John, quien aún se resiste a aceptar su sexualidad incluso después de haber escuchado las palabras de Steven. Steven, feliz de finalmente haber salido del clóset, decide terminar su relación con John sabiendo que no le llevaría a ningún lugar. La película termina con Steven y Linda, quien ha conseguido su licencia de conducir, alejándose en un auto mientras celebran el triunfo y la vida de Steven.

## Reparto

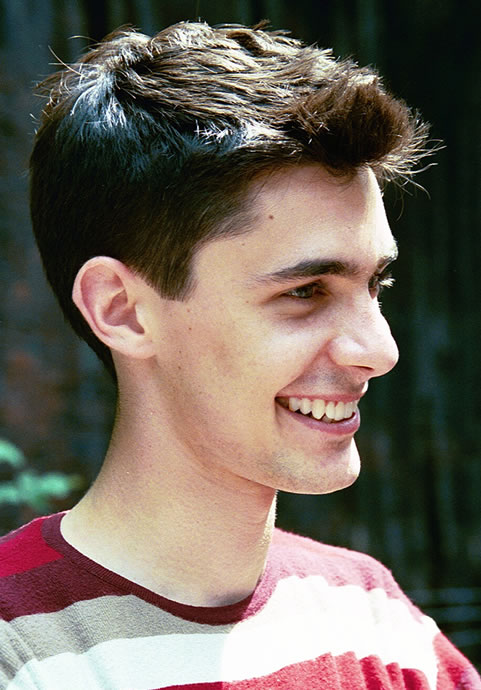
El actor Ben Silverstone, intérprete de Steven Carter.

- Ben Silverstone como Steven Carter
- Brad Gorton como John Dixon
- Charlotte Brittain como Linda
- Jacquetta May como Madre de Steven
- David Lumsden como Padre de Steven
- Richard Hawley como Maestro de inglés
- Martin Milman como Director
- Stacy Hart como Jessica
- Kate McEnery como Wendy
- Patrick Nielsen como Mark
- Tim Harris como Kevin Grainger
- James D. White como Dave
- James Perkins como Steven (joven)
- Nicholas Hunter como Mark (joven)
- Steven Mason como Cruising Man
- Morgan Jones como Hermano de Linda
- Ian Brimble como Padre de John
- Judy Buxton como Madre de John
- David Elliot como Glen Armstrong
- Charlotte Hanson como Esposa de Glen
- Louise J. Taylor como Christina Lindmann
- Steven Elder como Bob
- Leonie Thomas as Tía en la boda
- David Paul West como Novio
- Andy Rashleigh como Policía

## Recepción
El film ocupó el puesto número 34 en la lista de películas sobre escuelas secundarias realizada por la Entertainment Weekly y fue bien recibida por las críticas, y subsecuentemente nominada a ocho premios, de los cuales ganó seis, incluyendo el premio al cine independiente inglés del año 1999.